# Stéphanie Ferrer
Stéphanie Ferrer, née le 2 mai 1974, est une patineuse artistique française.

## Biographie

### Carrière sportive
Stéphanie Ferrer a pour entraîneur Philippe Pélissier. Elle devient championne de France Espoir en 1986, puis trois fois vice-championne de France Junior : en 1987 à Amiens, en 1988 et en 1991 à Caen. Elle participe à cinq championnats de France sénior ; ses meilleurs résultats sont deux 4e places lors des championnats de 1989 à Caen (derrière Surya Bonaly, Claude Péri et Sandra Garde) et 1994 à Rouen (derrière Surya Bonaly, Marie-Pierre Leray et Laëtitia Hubert).
Stéphanie Ferrer représente la France dans plusieurs compétitions internationales : 1re place à Perm en URSS en 1988, en compagnie de  Philippe Candeloro et Marina Morel/Gwendal Peizerat, 3e à Karl-Marx-Stadt en 1989 et 1re à Oslo en 1990, ainsi qu'aux mondiaux juniors de 1992 à Hull (21e place). Elle participe également à deux Trophées de France (Palais omnisports de Paris Bercy, 5e place en 1989) et représente la France aux Universiade d'hiver de 1993 à Zakopane (9e place). Elle est sélectionnée par la fédération française des sports de glace en tant que remplaçante pour participer aux championnats européens, aux mondiaux seniors et aux Jeux olympiques d'hiver. Le 16 novembre 1989, le Jury Kriter du journal L'Equipe décerne le Kriter d'Honneur au Club de Franconville pour la performance de Stéphanie Ferrer au Trophée de France.
Elle quitte les compétitions sportives de Haut niveau après les championnats nationaux de 1994. Elle aura effectué 7 années en Equipe de France. 
A deux reprises, en 1995, Stéphanie Ferrer est consultante patinage sur Eurosport (en remplacement de Philippe Pélissier), aux côtés des journalistes sportifs Michel Drouhard puis Philippe Groussard.

### Reconversion
Parallèlement à sa carrière sportive, Stéphanie Ferrer fait ses études par correspondance avec le CNED (du CM1 au Baccalauréat) puis avec la faculté Sorbonne-Censier jusqu'à la Licence de Lettres modernes en 1999.
A l'INSEP, en 1995, Stéphanie Ferrer obtient le BEES 1er degré de patinage artistique puis en 1996, le BEES 2e degré, tout en entrainant au centre de Franconville puis d'Evry, en tant qu'assistante de Philippe Pélissier. 
Elle passe le CAPES et devient professeure de Lettres en 2001. Elle habite et enseigne à Albertville.

### Vie privée
Philippe Pélissier adopte Stéphanie Ferrer après avoir épousé sa mère Liliane Dautheribes. Elle porte alors le nom de Stéphanie Ferrer-Pélissier.
Elle se marie en juillet 2015 avec Joachim Rivet, et porte actuellement le nom de Stéphanie Rivet. Elle a deux fils : Mathias et Lilian.

## Palmarès
| Compétition                   | 1989    | 1990    | 1991    | 1992    | 1993    | 1994    |  |  |  |  |  |  |  |  |
| Jeux olympiques d'hiver       |         |         |         |         |         |         |  |  |  |  |  |  |  |  |
| Championnats du monde         |         |         |         |         |         |         |  |  |  |  |  |  |  |  |
| Championnats d’Europe         |         |         |         |         |         |         |  |  |  |  |  |  |  |  |
| Championnats de France        | 4e      | 6e      | 6e      | 5e      | F       | 4e      |  |  |  |  |  |  |  |  |
| Championnats du monde juniors |         |         |         | 21e     |         |         |  |  |  |  |  |  |  |  |
|                               |         |         |         |         |         |         |  |  |  |  |  |  |  |  |
| Autre Compétition             | 1988/89 | 1989/90 | 1990/91 | 1991/92 | 1992/93 | 1993/94 |  |  |  |  |  |  |  |  |
| Trophée de France             |         | 5e      | 10e     |         |         |         |  |  |  |  |  |  |  |  |
| Légende : F = Forfait         |         |         |         |         |         |         |  |  |  |  |  |  |  |  |